# Низамуддин Аулия

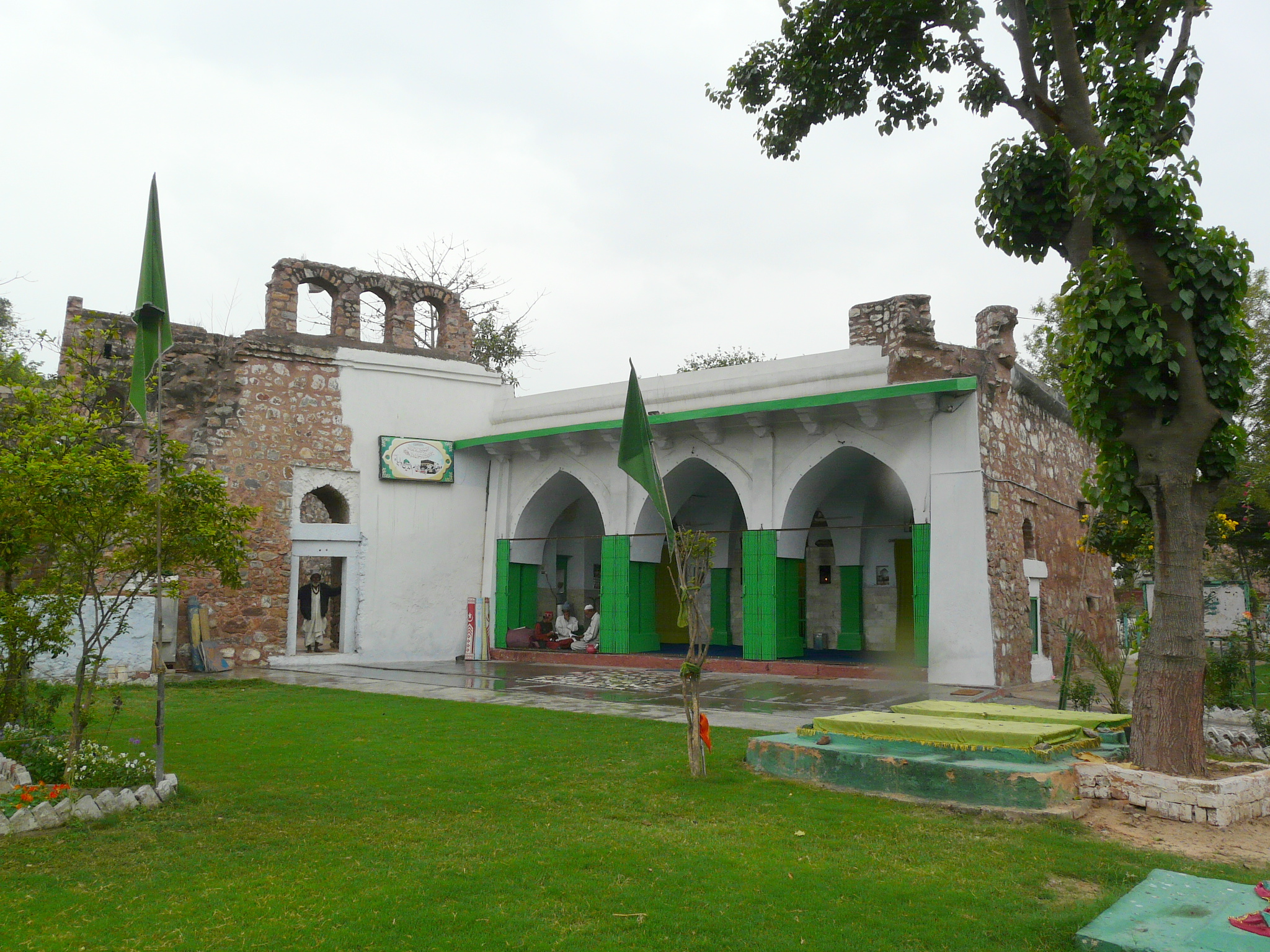
Бывший дом Низамуддина

Мухаммад ибн Ахмад ибн Али Дехлеви, более известный как Низамудди́н Аулия́ (урду نظام الدین اولیاء‎; 1238— 3 апреля 1325) — один из наиболее значимых суфийских святых из ордена Чиштия (члены этого ордена верили в приближение к Богу благодаря отказу от светских удовольствий и службе человечеству). Вместе со своими предшественниками, Муинуддином Чишти, Бахтияром Каки и Фаридуддином Ганджшакаром, он входил в духовную цепь, или силсилу, ордена Чишти в Индии.
Низамуддин Аулия настаивал на службе человечеству, доброте и гуманности. Считается, что его влияние было настолько сильным, что он даже изменил общую религиозную парадигму мусульман Дели XIV века, в частности он привёл к усилению мистицизма, молитв, ухода от мира.
Он похоронен в Мавзолее Низамуддина в Дели.